# 陶澍
陶澍（1779年—1839年），字子霖，號雲汀，自稱桃花漁者，印心石屋主人，晚歲自稱髯樵。湖南安化縣人，清朝政治家、文学家、诗人，身後追贈太子太保，谥文毅。

## 生平
乾隆四十四年（1779年），陶澍生于安化縣边远农村，从小就打柴、放牛、捕鱼，过着贫困的生活。陶澍自幼就以神童著称，聪颖机敏，长于记忆，善于理解，家中藏书丰富， 熟读经史子集，并且博览了野史、笔记、方志、族谱、小说等杂书。
嘉慶五年（1800年）鄉試中舉。嘉慶七年（1802年）進士，選翰林院庶吉士。
嘉庆十年（1805年），陶澍的父亲去世，他守孝回归故里，期間曾主讲湖南澧县澧阳书院。道光元年（1821年），四川總督蔣攸銛奏稱陶澍治行為四川第一，擢山西按察使，又調福建按察使，同年十月擢安徽布政使。道光十年（1830年），累官至兩江總督至1835年，兼江蘇巡撫、兩淮鹽政。整頓河工、漕務、吏治，將綱鹽法改為票鹽法，扭轉鹽務的弊端。
一生為官清廉，自題“要半文不值一文，莫道人無知者，一事須了一部，如此心乃安然。”史稱“胸懷無城府，待人表裡如一”，繳年養廉銀1,000兩，裁鹽政衙門浮費16萬餘兩。曾多次將自己的俸銀全部救濟了災民，在鴉片戰爭前夕（道光十九年）逝世，諡文毅。

## 政绩
陶澍一生为官四十年，为官清廉，为政勤勉，关心民事，改革弊端，政绩斐然。主要政绩体现于吏治、漕运、盐政、水利、赈灾恤民五大事件上。

### 吏治
道光元年（1821年）年底，陶澍擢安徽布政使，上任伊始解决安徽省钱粮亏空问题。道光三年（1823）初，陶澍升任巡抚，解决官员吏治问题。后来升任江苏巡抚、两江总督，解决两江流域民生问题。

### 漕运
道光五年（1825年）陶澍任职江苏巡抚，筹商船，访海路，定运价，疏通了江南漕运。

### 盐政
陶澍任职两江总督期间，将盐贩子黄玉林按律处罚，将要犯任开宇、刘东升送至京城，改革盐票制，消除了盐政积累的弊端。

### 水利
道光三年（1823年）开始，吴淞地区洪涝成灾，他亲临现场，组织施工，疏通河道。后来，吴淞地区稻谷丰收。

### 赈灾恤民
道光三年（1823年），江水大涨，苏皖地区洪水造成上千上万的流民，陶澍组织捐款，安排灾民生计，修筑堤坝，建造房屋，使得流移、老疾、孩稚者都有所养。

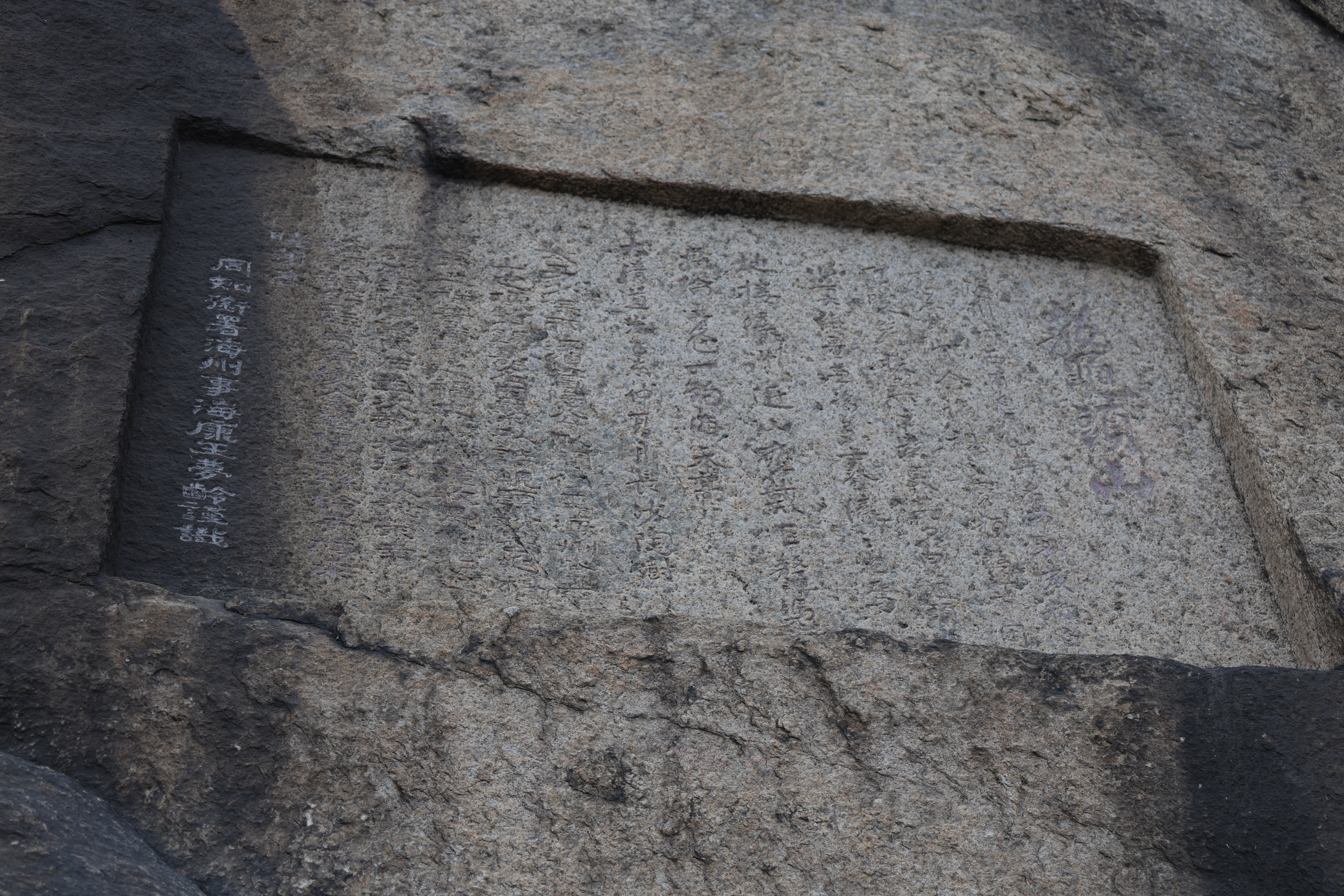
陶澍在海州（今连云港）白虎山留下的诗刻《鼇头山》，诗云：地接瀛州近，山应戴巨鳌。凭将纶五色，一钓海天高。

## 作品
- 《陶文毅公全集》（1840）
- 《蜀輶日记》
- 《印心石屋诗文集》
- 《秦义》
- 《陶渊明集辑注》

## 家族
- 父亲陶必铨
- 第七女陶靜娟的夫婿为胡林翼。
- 兒子陶桄五歲時與左宗棠長女左孝瑜結為親家。

## 人际关系

### 下属
- 林则徐
- 贺长龄
- 姚莹

### 幕僚
- 魏源
- 包世臣

### 朋友
- 汤鹏
- 龚自珍
- 黄爵滋

### 老师
- 罗典
- 王崇焯
- 曾润攀
- 石韫玉
- 赵佩湘
- 周若山
- 陆以庄
- 李方谷
- 纪昀
- 熊枚
- 戴均元
- 玉麟

## 评价
魏源评价陶澍：“骋古今之学，剚繁剧之才”，“为翰林能诗，为御史能言，及备兵川东，摘伏发奸，又为能吏”，“生平所至兴革，务挈大纲，导大窾。”
張佩綸贊其爲“黃河之昆侖，大江之岷山”。
《清史稿》评价为：“澍见义勇为，胸无城府。用人能尽其长，所拔取多至方面节钺有名。在江南治河、治漕、治盐，并赖王凤生、俞德源、姚莹、黄冕诸人之力。左宗棠、胡林翼皆识之未遇，结为婚姻，后俱为名臣。所著奏议、诗文集、蜀輶日记、陶桓公年谱、陶渊明诗辑注并行世。论曰：赵慎畛学有本源，察吏治民，严而能恕，所至政无不举。卢坤治回疆军需，平湖南瑶，驭广东夷商，皆有殊绩。陶澍治水利、漕运、盐政，垂百年之利，为屏为翰，庶无愧”。

## 小說
- 現代“有井水處有高陽”的台灣作家許晏駢有中篇歷史小說《印心石》（內容純屬虛構但描述陶澍所生活的時代背景，頗得其氛圍）。

## 脚注
1. ↑  澍，國語"ㄓㄨˋ"或"ㄕㄨˋ"，普通話shù或zhù。
2. ↑  左宗棠在小淹时曾说：“吾在此最快意者，以第中藏书至富，因得饱读国朝宪章掌故有用之书。”左宗棠在翻晒书籍时，偶然发现“沙漠寻水”之法，后来在收复新疆作战时发挥了巨大作用。由此可见，陶澍藏书广泛、实用和读书的广泛和知识的丰富。
3. ↑  清朝金安清《水窗春囈》記載：道光年間，因陶澍改綱鹽法為票鹽法，“揚商已窮困”。

## 延伸阅读
[在维基数据编辑]
 《清史稿·卷379》，出自趙爾巽《清史稿》
 在维基共享资源阅览影像